# Seznam švedskih filmskih režiserjev
Seznam švedskih filmskih režiserjev.

## A
- Lasse Åberg
- Hans Abramson
- Mac Ahlberg
- Per Åhlin
- Marianne Ahrne
- Jonas Åkerlund
- Daniel Alfredson
- Hans (Folke "Hasse") Alfredson
- Tomas Alfredson
- Roy Andersson
- Mats Arehn
- Pernilla August
- Torbjörn Axelmann

## B
- Reza Bagher
- Malik Bendjelloul
- Johan Bergenstr°ahle
- Per Berglund
- Daniel Bergman
- Eva Bergman
- Ingmar Bergman
- Maria Blom
- Johan W. Brunius

## C
- Rune Carlsten
- Jonas Cornell

## D
- Peter Dalle
- Tage Danielsson
- Johan Donner
- Jörn Donner (fin.-šved.)

## E
- Gustav Edgren
- Viking Eggeling
- Hasse Ekman
- Marie-Louise Ekman

## F
- Teresa Fabik
- Åke F°alck
- Kenne Fant
- Josef Fares
- Erik-Hampe Faustman
- Pernille Fischer Christensen
- Lars-Lennart Forsberg
- Bengt Forslund
- Daniel Fridell

## G
- Yngve Gamlin
- Göran Gentele
- Fredrik Gertten
- Kjell Grede
- Nathan Grossman
- Per Gustavsson (risar, animator, stripar...)

## H
- Mikael Håfström
- Klaus Härö
- Jan (Harry) Halldorf
- Lasse Hallström
- Ivan Hedqvist
- Olle Hellbom
- Gunnar Hellström
- Anders Henrikson
- Richard Hobert
- Gunnar Hoglund (dokumentarist)
- Hannes Holm
- Magnus von Horn
- Ragnar Hyltén-Cavallius

## J
- Julius Jaenzon
- Stefan Jarl
- Nils Jerring

## K
- Amanda Kernel
- Alf Kjellin
- Lars-Erik Kjellgren
- Johan Kling
- Mikael Kristersson
- Ulf Kvensler
- Peter Kylberg

## L
- Ella Lemhagen
- Daniel Lind Lagerlöf
- Erwin Leiser (nemško-švedski)
- Per Lindberg
- Gunnel Lindblom
- Lars-Magnus Lindgren
- Jan Lindqvist
- Kristina Lindström
- Oscar A.C. Lund

## M
- Charles Magnusson
- Ulf Malmros
- Måns Månsson
- Mikael Marcimain
- Arne Mattsson
- Michael Meschke
- Gustaf Molander
- Olaf Molander
- Lukas Moodysson
- Jan Myrdal (1927-2020)

## N
- Cecilia Neant-Falk
- Anders Nilsson
- Tuva Novotny
- Colin Nutley
- Sven Nykvist (snemalec...)

## O
- Åke Ohberg
- Lisa Ohlin
- Larus Ókarsson (Islandec)
- Stig Olin
- Christina Olofsson
- Stellan Olsson
- Vladimir Oravsky
- Per Oscarsson
- Suzanne Osten
- Andrea Östlund
- Ruben Östlund

## P
- Reza Parsa
- Kristian Petri
- Kay Pollak
- Nils Poppe

## R
- Björn Runge

## S
- Ronnie Sandahl
- Alf Sjöberg
- Vilgot Sjöman
- Victor Sjöström
- Ingvar Skogsberg
- Johan Söderberg
- Mauritz Stiller (Moshe Stiller)
- Göran Strindberg (snemalec)
- Arne Sucksdorff
- Kjell Sundvall
- Karin Swanström

## T
- Hans Christian Thulin
- Ingrid Thulin
- Peter Torbiörnsson
- Jan Troell

## W
- Maj Wechselmann
- Gösta Werner (dokumentarist)
- Lars Westman
- Bo Widerberg
- Neil Wigardt

## Z
- Mai Zetterling (fin.-šved.)